# Bess Streeter Aldrich

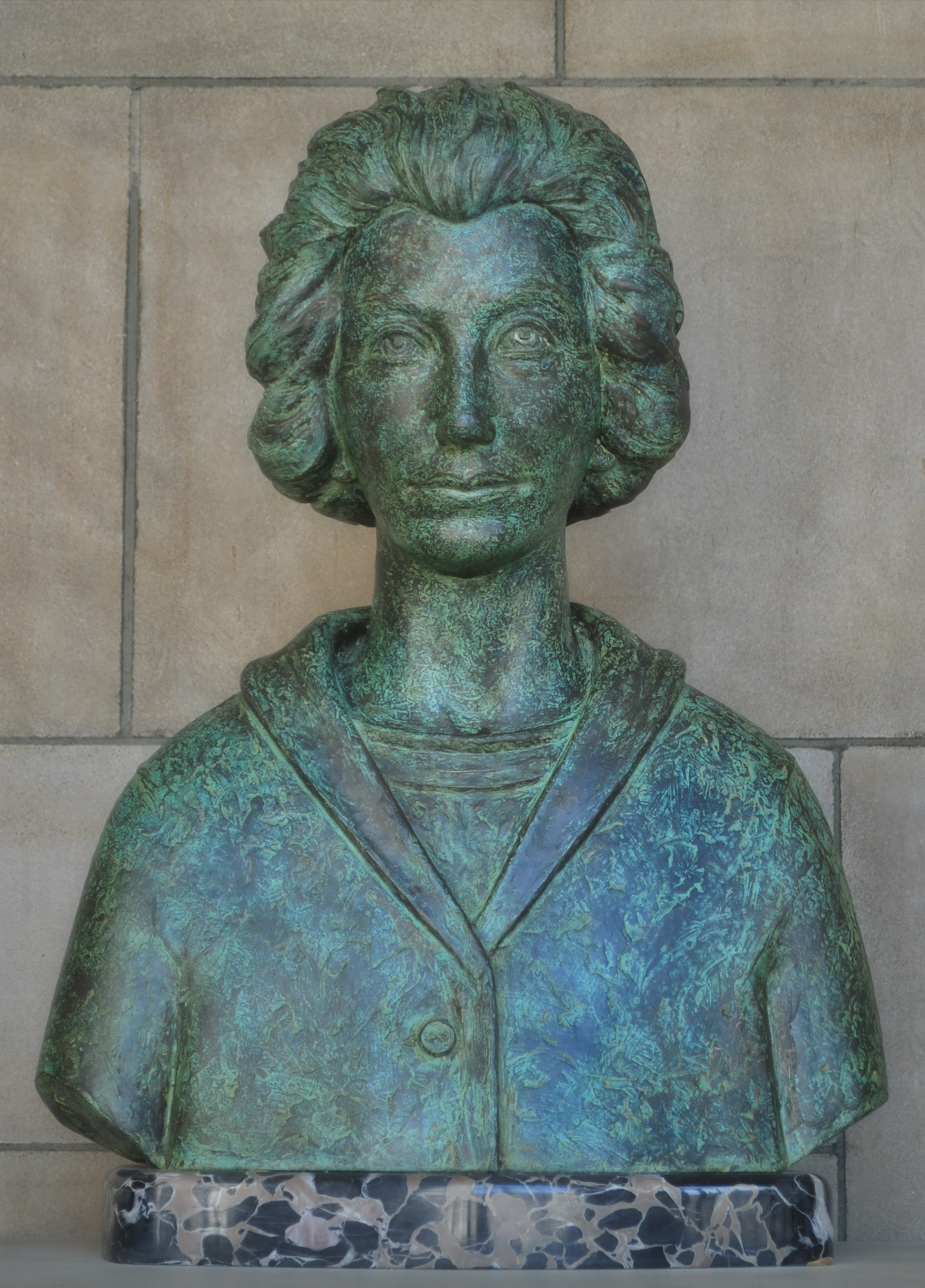
Bess Streeter Aldrich

Bess Streeter Aldrich (geborene Bess Genevra Streeter; * 17. Februar 1881 in Cedar Falls (Iowa); † 3. August 1954 in Lincoln (Nebraska)) war eine US-amerikanische Schriftstellerin, die auch unter dem Pseudonym Margaret Dean Stevens schrieb.

## Leben
Bess, die Tochter des Müllers James Wareham Streeter und dessen Ehefrau, der Schottin Mary Wilson Anderson, wurde als letztes von acht Kindern des Paares geboren. Das Mädchen erlangte die Hochschulreife und schloss das Studium an der Iowa State Normal School im Jahr 1899 in ihrem Geburtsort als Lehrerin ab. Darauf arbeitete sie in ihrem erlernten Beruf. 1907 heiratete sie den Anwalt Hauptmann Charles Sweetzer Aldrich, einen Veteranen aus dem Spanisch-Amerikanischen Krieg. Das Ehepaar bekam vier Kinder. Ab 1909 wohnte die Familie in der Gemeinde Elmwood (Nebraska), im Cass County gelegen.
Ab 1911 schrieb Bess Aldrich für das Ladies’ Home Journal in Des Moines und auch für überregionale Zeitschriften – wie McCall’s Magazine, Harper’s Weekly und The American Magazine.
1925 starb der Ehemann. Bess Aldrich wurde in den folgenden beiden Jahrzehnten schriftstellerisch außerordentlich produktiv. Neben ihren Romanen entstanden zirka zweihundert Kurzgeschichten, darunter die 1926 publizierte Short Story The Woman Who Was Forgotten, welche 1930 mit LeRoy Mason und Belle Bennett verfilmt wurde. In den Geschichten, geschrieben für die weibliche Leserschaft, ging es zumeist um bewundernswerte Wegbereiter bei der Besiedelung der Great Plains.
Bess Aldrich starb an Krebs. Die Schriftstellerin wurde an der Seite ihres Gatten in Elmwood (Nebraska) beigesetzt.

## Romane (Auswahl)
- 1924 Mother Mason
- 1925 The Rim of the Prairie
- 1926 The Cutters
- 1928 A Lantern in Her Hand
- 1931 A White Bird Flying
- 1933 Miss Bishop (Der Film Ein Hoch auf Miss Bishop mit  Martha Scott und William Gargan wurde 1941 in Lincoln (Nebraska) uraufgeführt.)
- 1935 Spring Came On Forever
- 1936 The Man Who Caught the Weather
- 1939 Song of Years
- 1941 The Drum Goes Dead
- 1942 The Lieutenant’s Lady
- 1949 Journey into Christmas

## Ehrungen
- 1934 Dr. h. c. für Literaturwissenschaft der University of Nebraska

posthum
- 1971 Nebraska Hall of Fame
- 1998 Iowa Women’s Hall of Fame
- Im Geburtsort der Schriftstellerin gibt es einen Bess-Streeter-Aldrich-Park